# Temiskaming Shores
Temiskaming Shores es una ciudad canadiense situada en la provincia de Ontario.

## Superficie
Temiskaming Shores tiene una superficie de 176,67 km².

## Demografía
En 2021, tenía 9634 habitantes, una densidad poblacional de 54,5 hab./km², y 4539 viviendas.